# زوافات
الزوافات (الاسم العلمي: Pseudomonadales) هي رتبة من البكتيريا تتبع طائفة متقلبات غاما من شعبة المتقلبات.

## فصائل
- الموراكسيلية
- الآزوتيات
- Branhamaceae
- زوائف